# Mentioned in Despatches

Okucie wyróżnienia
(wzór: 1920–1994)

Okucie wyróżnienia
(wzór: od 1994)

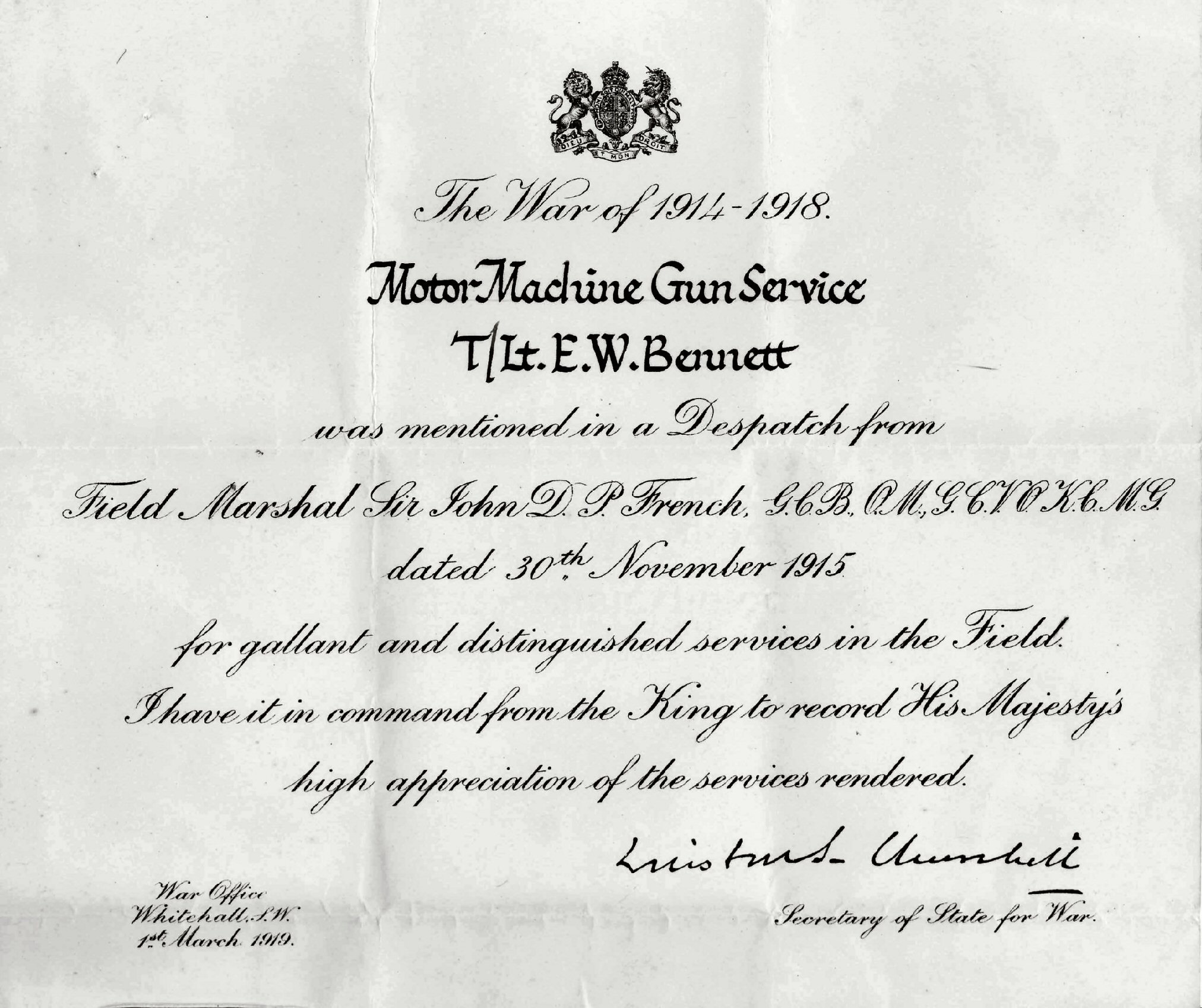
Dokument nadania Mentioned in despatches Edwardowi Williamowi Bennettowi

Mentioned in Despatches (MID) (ang. wymieniony w sprawozdaniu) – rodzaj wojskowej nagrody za dzielność lub inne osiągnięcia w służbie, zwłaszcza w krajach anglosaskich. Wyróżnienie to jest dość powszechne, jednak nie ma tej rangi co odznaczenie i jest nadawane za osiągnięcia niższej wagi.
Sprawozdanie (ang. despatch) jest oficjalnym sprawozdaniem dowództwa wyższego szczebla, zazwyczaj wojsk lądowych, dla swoich przełożonych i opowiada o przebiegu operacji wojskowej.
W wojskach brytyjskich raport ten jest publikowany w Gazecie Londyńskiej. Jeśli podległy oficer lub żołnierz wykonuje wartą odnotowania działalność wspomnianą w raporcie, to wtedy mówi się, że jest wyróżniony MID. W państwach Wspólnoty Brytyjskiej żołnierze, którzy są wymienieni w MID otrzymują zaświadczenie uprawniające do noszenia okucia w kształcie liścia dębu (brązowy – nadawany w latach 1920–1994; srebrny – nadawany od 1994) na wstążce medalu, który otrzymali za udział w konflikcie zbrojnym. Jeśli nie nadano żadnego medalu za kampanię, to liść dębu noszony jest na lewej piersi munduru.
Żołnierze mogą być wymieniani wielokrotnie w raporcie ale w odróżnieniu od tego, że otrzymują zaświadczenia o wymienieniu ich w rozkazie MID, nie otrzymują już innych odznak świadczących o kolejnym wyróżnieniu.
Podobna instytucja istnieje w armii francuskiej, jako wymienienie w rozkazie.

## Przykłady baretek
|  | Medal Służby Ogólnej Morskiej (1909–1962) |
|  | Medal Służby Ogólnej (1918)               |
|  | Medal Wojny 1939–1945                     |
|  | Medal Korei 1950–53                       |
|  | Medal Służby Ogólnej (1962)               |
|  | Medal Wojny w Zatoce                      |